# María René Álvarez Camacho

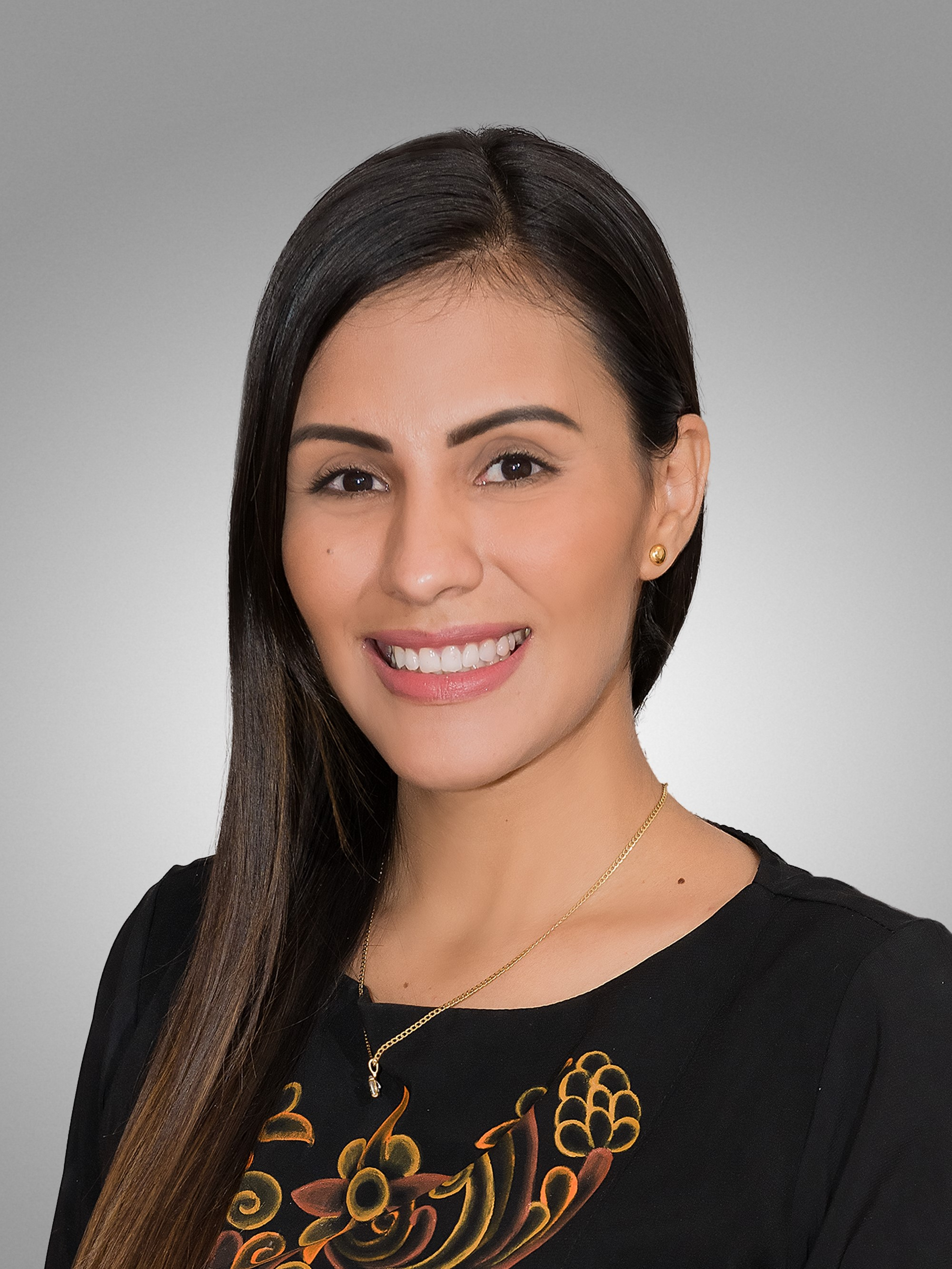
María René Álvarez Camacho (2020)

María René Álvarez Camacho (* 15. April 1988) ist eine bolivianische Politikerin in der Partei Creemos, die seit 2020 Mitglied des Abgeordnetenhauses von Bolivien ist.

## Leben
María René Álvarez Camacho wurde bei der Parlamentswahl am 18. Oktober 2020 für Creemos im Wahlkreis C-54 im Departamento Santa Cruz zum Mitglied des Abgeordnetenhauses von Bolivien gewählt, des Unterhauses der Plurinationalen Legislativen Versammlung Boliviens. Ihr Stellvertreter wurde Jorge Edwin Saucedo Abdalla.
Am 8. November 2023 wurde María Álvarez Vierte Sekretärin des Präsidiums des Abgeordnetenhauses für die Sitzungsperiode 2023/2024 und gehört somit dem erweiterten Parlamentspräsidium um Parlamentspräsident Israel Huaytari Martínez an.